# SS-071 이억기
SS-071 이억기(ROKS Lee Eokgi (SS 071))는 대한민국 해군의 장보고급 잠수함의 마지막 9번함이다.

## 역사

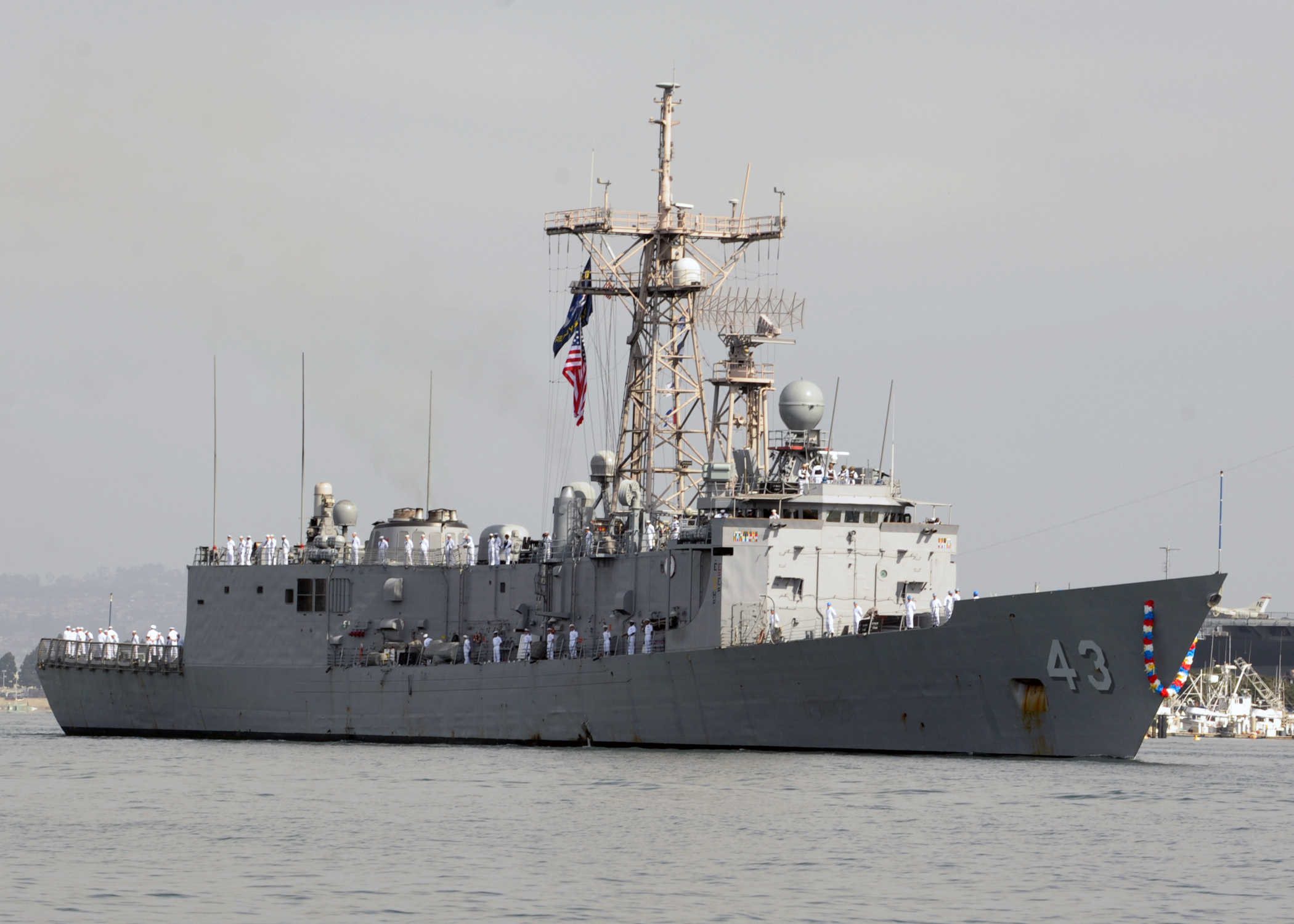
태치함은 배수량과 외양이 충무공이순신급 구축함과 매우 닮았다.

대우조선해양 옥포조선소에서 진수했다. SS-068 이순신, SS-069 나대용에 이어 국내 자체 개발한 특수 초고장력강판(HY-80)을 사용, 최대 잠항심도 시험에 성공함으로써, 외화절감에도 기여했다. 2001년 11월 30일 실전배치했다.
2007년 12월 2일, 장보고급 잠수함 중에서 최초로, 이억기함이 편도 5,800마일(10,580km)에 이르는 최장거리 단독 항해 끝에 호주에 도착, 서태평양 잠수함 탈출 및 구조훈련을 성공적으로 수행하여 현지에서 호평을 받았다.
2010년, 2016년 하와이 진주만에서 림팩 훈련에 참가했다.
2010년 7월 17일, 하와이 진주만에서 열린 림팩 2010에 참가한 이억기함이 65km 떨어진 폐 구축함 표적을 향해 서브하푼 미사일을 발사했지만 11km 떨어진 바다에 떨어졌다. 이억기함은 림팩 최초로 아군 역할을 하며 5척으로 늘어난 적 잠수함의 침투를 방어했다.
2016년 7월 14일, 하와이 카우이섬 근해에서 실시된 미사일 실사격 연습(SINKEX)에 첫 공격수로 나서 목표물로 사용된 미 퇴역 프리깃함 '태치'에 하푼 잠대함 미사일을 명중시켰다. 태치함(en:USS Thach (FFG-43))은 만재배수량 4,200톤급 페리급 호위함이다. 동급은 1970년대와 1980년대에 71척이나 건조되었으며, 마지막함은 1989년 취역했다. 2018년 현재 모두 퇴역한 상태이다. 12시간 동안 해군 구축함, 잠수함, 항공기가 2톤의 무기를 발사해 침몰시켰다.
2017년 1월 20일, 브래드 쿠퍼 주한미해군사령관(해군 준장)이 이억기함에 탑승, 외국 장군 최초로 한국군의 잠수함에 탑승해 실제 작전을 참관했다.
2017년 9월 17일, 해군 잠수함 25년 역사상 최초로 이억기함을 공개, 잠수함 승무원들의 실제 생활을 언론에 공개했다.
이억기함은 해군 중령이 함장이며, 해군 잠수함사령부 95 잠수함 전대 소속이며 전대장은 해군 대령이다.

## UGM-84 서브하푼
SS-068 이순신, SS-069 나대용, SS-071 이억기함은 8문의 어뢰관 중 4문에서 하푼 미사일을 발사할 수 있으며, 6발을 재장전하여 모두 10발의 하푼 미사일을 발사할 수 있다.
UGM-84 서브하푼은 캡슐로 되어 수중에서 발사한다. 길이 6,300㎜, 직경 530㎜, 중량은 1,050kg(캡슐 359kg + 미사일 691kg)이다. 사거리 130km로 최대속력은 마하 0.9 이하다. 잠수함 어뢰관에서 발사된 수밀원통(캡슐)이 양성부력으로 수면에 도달한다. 원통 끝단이 수면에 닿자마자 캡슐 끝 부분이 폭발물에 의해 떨어져 나가고 동시에 미사일 부스터(booster)가 점화돼 공중으로 튀어 오른다. 이 때부터 비행 로켓 엔진이 점화되며 발사 전 전투체계를 통해 입력된 비행 프로그램대로 표적을 향해 날아간다.

## 이름
이억기는 임진왜란 당시 전라우수사로 이순신, 원균 등과 여러 전투에 참가해 활약을 펼친 장수다.

## 같이 보기
- 209형 잠수함